# Fstab
fstab — один з конфігураційних файлів в UNIX-подібних системах, який містить інформацію про різні файлові системи та пристрої зберігання інформації комп’ютера; описує, як диск (розділ, партиція) буде використовуватися або як буде інтегрований у систему. Використовується також для полегшення монтування файлових систем утилітою mount (якщо для пристрою або точки монтування параметри описані у файлі fstab, то монтування може здійснюватись без явної вказівки параметрів).
Повний шлях до файлу — /etc/fstab. Це текстовий файл, зазвичай доступний для перегляду усім користувачам системи, але редагувати його можна тільки маючи права суперкористувача.

## Приклад
Приклад використання файлу fstab у системі Red Hat Linux.
```
# назва_пристрою   точка_монтування     тип_файлової_системи      параметри                 dump-freq pass-num

LABEL
=
/
         
/
               
ext3
         
defaults
                
1
 
1

/dev/hda6
       
swap
            
swap
         
defaults
                
0
 
0

none
            
/dev/pts
        
devpts
       
gid
=
5
,mode
=
620
          
0
 
0

none
            
/proc
           
proc
         
defaults
                
0
 
0

none
            
/dev/shm
        
tmpfs
        
defaults
                
0
 
0

# Знімні носії

/dev/cdrom
      
/mount/cdrom
    
udf,iso9660
  
noauto,owner,kudzu,ro
   
0
 
0

/dev/fd0
        
/mount/floppy
   
auto
         
noauto,owner,kudzu
      
0
 
0

# Розділ NTFS Windows XP

/dev/hda1
       
/mnt/WinXP
      
ntfs-3g
      
quiet,defaults,locale
=
uk_UA.UTF8,umask
=
0
	
0
 
0

# Розділ, спільний для Windows й Linux

/dev/hda7
       
/mnt/shared
     
vfat
         
rw,iocharset
=
utf8,dmask
=
000
,showexec
              
0
 
0

# Монтування мережевих дисків SMB

//192.168.1.1/Shared
 
/mnt/shared
 
cifs
 
auto,user,username
=
xxxxx,workgroup
=
xxxxx,password
=
xxxxx,uid
=
500
,gid
=
500
,rw
 
0
 
0

//netbiosname/sharename
 
/media/sharename
 
cifs
 
username
=
winusername,password
=
winpassword,iocharset
=
utf8,file_mode
=
0777
,dir_mode
=
0777
 
0
 
0

//netbiosname/sharename
 
/media/sharename
 
cifs
 
guest,rw,iocharset
=
utf8,file_mode
=
0777
,dir_mode
=
0777
 
0
 
0

# Монтування NFS

172
.22.2.1:/mnt/store
    
/mnt/store
          
nfs
          
rw
                     
0
 
0

# Монтування tmpfs

tmpfs
           
/mnt/tmpfschk
   
tmpfs
        
size
=
100m
              
0
 
0

# Дозволяє використовувати у цьому випадку теку home з теки /new/mount/point/for/home. Це замінює динамічні та статичні посилання, які заборонені у деяких сервісах типу ftp.

/home
           
/new/mount/point/for/home
 
auto
 
bind

```

Він має такі поля:
1. назва_пристрою — містить джерело даних, найменування розділу.
2. точка_монтування — точка монтування у файловій системі.
3. тип_файлової_системи — тип файлової системи.
4. параметри — містить різні параметри монтування. (kudzu — специфічна опція Red Hat й Fedora.)
5. dump-freq — використовується утилітою dump для визначення необхідності архівування.
6. pass-num — використовується утилітою fsck для визначення порядку перевірки розділів. 0 — не перевіряти, 1 — першим, 2 — другим (і далі по порядку)

Значення 0 у будь-якій з останньої пари полів відключає відповідну функцію.

## Загальні параметри для усіх файлових систем
Оскільки файлові системи з /etc/fstab монтуються командою mount(8), не дивно, що поле параметрів містить перелік параметрів, розділених комами, який без змін буде використаний командою mount при спробі монтування файлової системи.
Загальними для усіх файлових систем є такі параметри:
atime / noatime
За замовчуванням, Linux запам’ятовує час створення файлу, останнього звернення до файлу та останньої зміни файлу. Цей режим можна вимкнути опараметром noatime. Це може сприяти збільшенню продуктивності, особливо при частому зверненні й модифікації файлів. У Linux 2.6.30 та вище, за замовчуванням «to relatime».
auto / noauto
Використання auto призводить до автоматичного монтування файлової системи під час завантаження системи або у результаті виконання команди mount -a. Параметр auto приймається за замовчуванням. Якщо Ви не бажаєте, щоб пристрій монтувався автоматично, використовуйте параметр noauto. У цьому випадку пристрій може бути змонтовано лише явно.
dev / nodev
Розпізнавати / не розпізнавати спеціальні блокові файли на файловій системі.
exec / noexec
Параметр exec дозволяє запускати виконувані файли, розміщені на файловій системі, тоді як noexec забороняє це. noexec може бути корисний для розділів, що не містять виконуваних файлів, наприклад /var, тобто містять файли, які Ви не бажаєте запускати, або містять файли, які неможливо запустити. Останнє відноситься до розділів Windows.
ro / rw
Параметр ro приводить до монтування файлової системи у режимі «тільки для читання», тоді як rw дозволяє читання та запис. (неповний переклад)
sync / async
Визначає спосіб читання й запису на файлову систему. sync означає синхронні операції. Цей параметр може бути використаний наприклад для файлових систем, що монтуються з дискети. Іншими словами, параметр sync означає, що коли Ви, наприклад, копіюєте файл на дискету, дані будуть повністю записані на неї із завершенням команди копіювання.
suid / nosuid
Permit/Block the operation of suid, and sgid bits.
user / users / nouser
user permits any user to mount the filesystem. This automatically implies noexec, nosuid, nodev unless overridden. If nouser is specified, only root can mount the filesystem. If users is specified, every user in group users will be able to unmount the volume.
owner (This is Linux-specific)
Permit the owner of device to mount.
defaults
Use default settings. Default settings are defined per file system at the file system level. For ext3 file systems these can be set with the tune2fs command. The normal default for Ext3 file systems is equivalent to rw,suid,dev,exec,auto,nouser,async(no acl support). Modern Red Hat based systems set acl support as default on the root file system but not on user created Ext3 file systems. Some file systems such as XFS enable acls by default. Default file system mount attributes can be over ridden in /etc/fstab.